# Drive My Car
〈Drive My Car〉는 주로 폴 매카트니가 작곡한 비틀즈가 작곡한 곡으로 존 레논의 서정적인 기여가 있다. 이 곡은 이 밴드의 1965년 음반인 《Rubber Soul》의 영국 버전에 처음 발매되었고, 또한 《Yesterday and Today》 컬렉션에서도 북미에 등장했다. 두 음반의 오프닝 곡은 활기차고 마음이 가벼운 〈Drive My Car〉를 사용했다.

## 가사
이 노래의 남자 화자는 한 여성으로부터 유명한 영화배우가 될 것이라는 말을 듣고, 그녀는 그에게 그녀의 운전기사가 될 기회를 제공하면서 "and maybe I'll love you(그리고 어쩌면 당신을 사랑해)"라고 덧붙였다. 그가 그의 "잠재력이 좋을 것 같다"고 반대하자, 그녀는 "Working for peanuts is all very fine/But I can show you a better time(그런 시시한 것들을 위해 일하는 것도 정말 좋지/하지만 난 당신이 더 좋은 시간을 보내게 할 수 있어)"고 반박한다. 그가 그녀의 제안에 동의했을 때, 그녀는 "I got no car and it's breakin' my heart/But I've found a driver and that's a start(나 사실 차가 없어, 그게 날 슬프게 만들지/하지만 나는 운전자가 있어, 이게 시작이지)"라고 인정한다. 매카트니에 따르면, "〈Drive My Car〉는 섹스를 위한 오래된 블루스 완곡어법이었어요"라고 말한다. 이런 표현은 자동차 전자동 변속 시대에 더 흔했다.

## 녹음
〈Drive My Car〉는 비틀즈의 첫번째 녹음 세션이 자정을 넘어서는 동안 1965년 10월 13일에 녹음되었다. 매카트니는 해리슨의 제안대로 이언 맥도널드의 묘사에서 '베이스와 낮은 기타에 대한 비슷한 주름살'에서 기본적인 리듬 트랙인 페어 플레이를 하면서 조지 해리슨과 긴밀히 협력했다. 해리슨은 그 당시 오티스 레딩의 〈Respect〉를 들어 왔으며, 이러한 영향으로 〈Drive My Car〉는 이전에 비틀즈가 녹음한 음반보다 더 많은 수익을 내고 멤피스에서 녹음된 음향을 흉내낸다.

## 참여 인원
이언 맥도널드 제공
- 폴 매카트니 – 리드 보컬, 베이스 기타, 피아노, 슬라이드 기타
- 존 레논 – 리드 보컬, 탬버린
- 조지 해리슨 – 하모니 보컬, 리드 기타
- 링고 스타 – 드럼, 카우벨, 탬버린